# Alessandro de' Medici (duca di Firenze)
Alessandro de' Medici, detto il Moro (Firenze, 22 luglio 1510 – Firenze, 6 gennaio 1537), fu duca di Penne dal 1522, poi signore di Firenze dal 1523 al 1527 e dal 1530 al 1532, e infine primo duca di Firenze dal 1532 alla morte.
Venne assassinato nel 1537 dal cugino Lorenzino de' Medici e da un suo sicario.

## Biografia

### Infanzia
Fu riconosciuto figlio illegittimo di Lorenzo II de' Medici, nipote abiatico di Lorenzo il Magnifico, ma alcuni avanzarono invece l'ipotesi che fosse in effetti figlio naturale del cardinale Giulio de' Medici, futuro papa Clemente VII.
Secondo una versione che risale al Cinquecento, riportata anche da Christopher Hibbert, si tratterebbe del figlio nato dalla relazione tra Lorenzo II e una serva di casa Medici, identificata nei documenti come Simonetta da Collevecchio, già al servizio di Alfonsina Orsini a Roma. Questa versione fu poi sfatata da Giorgio Spini che nel 1960 la definì infondata, in quanto egli riteneva che Simonetta fosse più verosimilmente una contadina della campagna romana andata poi in sposa ad un vetturale del Lazio.
Per via della sua carnagione olivastra fu soprannominato "il Moro".
Con la capitolazione della Repubblica fiorentina al termine dell'assedio di Firenze del 1530, per l'accordo di Barcellona tra l'imperatore Carlo V e il papa Clemente VII, appoggiato dalle armi spagnole divenne il nuovo padrone di Firenze. 

### Signoria su Firenze
Una volta assunto il potere a Firenze, Alessandro cominciò quella trasformazione delle istituzioni repubblicane fiorentine, che invece il trattato di resa della città gli imponeva di rispettare e che sarebbe poi stata portata a termine da Cosimo I, suo lontano cugino e suo successore al governo. Ad esempio Alessandro, avendo vissuto sempre alla corte imperiale di Carlo V, ne portò a Firenze gli usi, come quello di circondarsi di una guardia di Lanzi armata di alabarde, che spaventarono e sconcertarono i fiorentini, usi a vedere anche i più autoritari tra i Medici, comportarsi con ben altra discrezione.
Alessandro dunque cominciò a imprimere un tipico carattere sempre più "principesco" al proprio governo e a eliminare i simboli, cari ai fiorentini, delle istituzioni repubblicane e comunali. Tra queste iniziative la più significativa fu certamente quella di incaricare Benvenuto Cellini (che ne riferisce nella sua autobiografia) di preparare monete di taglio diverso dal fiorino, con la propria immagine. Inoltre Alessandro pretese (di nuovo contro i trattati) la consegna di tutte le armi possedute da privati cittadini, il che non gli impedì di morire, poco dopo, trafitto da un suo parente, Lorenzino de' Medici con il quale aveva un rapporto poco chiaro, che alcuni accenni (celebre la descrizione di Cellini) vorrebbero addirittura omoerotico.
Con il suo governo, le istituzioni fiorentine conservavano una parvenza di democrazia solo attraverso un simbolico Consiglio dei Duecento e un simbolico Senato, composto dal 1532 di quarantotto membri nominati a vita con un blando potere decisionale, più che altro consultivo. E la carica di senatore rimase un'alta onorificenza anche per tutto il successivo periodo del Granducato di Toscana.
Nel 1536 alla fine di una battuta di caccia sul Montalbano insieme all'imperatore Carlo V,  si fermò a riposare a Villa La Magia, che diverrà possedimento dei Medici nel 1581 su interessamento di Francesco I, secondo Granduca di Toscana.

### Assassinio
Venne assassinato in una congiura ordita da Lorenzino de' Medici (suo lontano parente, nonché ultimo esponente del ramo Popolano della famiglia), senza un apparente motivo, forse spinto da un oscuro risentimento o dai gloriosi ideali umanistici del tirannicidio. Lorenzino lo attrasse con un pretesto in casa propria, nella notte fra il 6 e il 7 gennaio 1537, e lo assassinò con l'aiuto di un sicario.
Dopo il suo assassinio, a Firenze si affrettarono a dare alla città un nuovo successore, un altro rampollo del ramo collaterale della casata, Cosimo di Giovanni delle Bande Nere de' Medici, cugino di secondo grado di Lorenzino, per prevenire moti popolari o mosse da parte di Carlo V d'Asburgo. Alessandro chiudeva, però, la storia del ramo primogenito dei Medici, in quanto egli non aveva altri figli se non illegittimi, dei quali il primogenito, Giulio, era troppo piccolo per potere governare. Del resto, né costui né le sue due sorelle minori, Giulia e Porzia, fecero in seguito parlare di sé.
Alessandro è sepolto assieme al padre Lorenzo de' Medici, duca d'Urbino, nella sepoltura di Michelangelo della sagrestia Nuova di San Lorenzo. Per una certa scomodità della sua memoria, non è ricordato da alcuna lapide o indicazione, ma tutte le ricognizioni sulle spoglie nella tomba ne hanno riportato la presenza.

## Matrimonio e discendenza
Alessandro sposò a Firenze la figlia naturale (poi legittimata) dell'imperatore Carlo V, Margherita d'Asburgo, il 13 giugno 1536, ma il loro breve matrimonio non ebbe alcuna discendenza.
Da Taddea Malaspina (1505-1559), figlia del marchese di Massa e signore di Carrara Antonio Alberico II Malaspina e di sua moglie Lucrezia d'Este, e sorella della marchesa Ricciarda Malaspina, si presume abbia avuto i due figli illegittimi:
- Giulio (1527 o 1532-1600), legittimato dopo la morte del padre, divenne Cavaliere di Santo Stefano;
- Giulia[12] (1535-1588), allevata nel monastero di San Clemente a Firenze, sposò in prime nozze il duca di Popoli Francesco Cantelmo (1550) e in seconde nozze Bernardetto de' Medici, del ramo dei signori e poi Principi di Ottajano[13].

Da una donna ignota, ebbe una terza figlia naturale, Porzia (1538-1565), nata postuma, che divenne badessa nel monastero di San Clemente a Firenze.

## Ascendenza
|                                       |   |                      | Genitori               |  |  | Nonni |  |  | Bisnonni           |  |  | Trisnonni        |  |
|                                       |   |                      |                        |  |  |       |  |  | Lorenzo de' Medici |  |  | Piero de' Medici |  |
|                                       |   |                      |                        |  |  |       |  |  | Lorenzo de' Medici |  |  | Piero de' Medici |  |
|                                       |   | Lucrezia Tornabuoni  |                        |  |  |       |  |  | Lorenzo de' Medici |  |  |                  |  |
| Piero il Fatuo                        |   |                      |                        |  |  |       |  |  | Lorenzo de' Medici |  |  |                  |  |
|                                       |   | Clarice Orsini       | Jacopo Orsini          |  |  |       |  |  |                    |  |  |                  |  |
|                                       |   | Clarice Orsini       | Jacopo Orsini          |  |  |       |  |  |                    |  |  |                  |  |
|                                       |   | Clarice Orsini       | Maddalena Orsini       |  |  |       |  |  |                    |  |  |                  |  |
| Lorenzo de' Medici duca di Urbino (?) |   | Clarice Orsini       |                        |  |  |       |  |  |                    |  |  |                  |  |
|                                       |   | Roberto Orsini       | Carlo Orsini           |  |  |       |  |  |                    |  |  |                  |  |
|                                       |   | Roberto Orsini       | Carlo Orsini           |  |  |       |  |  |                    |  |  |                  |  |
|                                       |   | Roberto Orsini       | Paola Orsini           |  |  |       |  |  |                    |  |  |                  |  |
| Alfonsina Orsini                      |   | Roberto Orsini       |                        |  |  |       |  |  |                    |  |  |                  |  |
|                                       |   | Caterina Sanseverino | Amerigo Sanseverino    |  |  |       |  |  |                    |  |  |                  |  |
|                                       |   | Caterina Sanseverino | Amerigo Sanseverino    |  |  |       |  |  |                    |  |  |                  |  |
|                                       |   | Caterina Sanseverino | Margherita Sanseverino |  |  |       |  |  |                    |  |  |                  |  |
| Alessandro de' Medici                 |   | Caterina Sanseverino |                        |  |  |       |  |  |                    |  |  |                  |  |
|                                       | … | …                    |                        |  |  |       |  |  |                    |  |  |                  |  |
|                                       | … | …                    |                        |  |  |       |  |  |                    |  |  |                  |  |
|                                       | … | …                    |                        |  |  |       |  |  |                    |  |  |                  |  |
| …                                     | … |                      |                        |  |  |       |  |  |                    |  |  |                  |  |
|                                       |   | …                    | …                      |  |  |       |  |  |                    |  |  |                  |  |
|                                       |   | …                    | …                      |  |  |       |  |  |                    |  |  |                  |  |
|                                       |   | …                    | …                      |  |  |       |  |  |                    |  |  |                  |  |
| Simonetta da Collevecchio (?)         |   | …                    |                        |  |  |       |  |  |                    |  |  |                  |  |
|                                       |   | …                    | …                      |  |  |       |  |  |                    |  |  |                  |  |
|                                       |   | …                    | …                      |  |  |       |  |  |                    |  |  |                  |  |
|                                       |   | …                    | …                      |  |  |       |  |  |                    |  |  |                  |  |
| …                                     |   | …                    |                        |  |  |       |  |  |                    |  |  |                  |  |
|                                       |   | …                    | …                      |  |  |       |  |  |                    |  |  |                  |  |
|                                       |   | …                    | …                      |  |  |       |  |  |                    |  |  |                  |  |
|                                       |   | …                    | …                      |  |  |       |  |  |                    |  |  |                  |  |
|                                       |   | …                    |                        |  |  |       |  |  |                    |  |  |                  |  |